# Drumming Song
«Drumming Song» es una canción de la banda de rock indie británica Florence and the Machine publicada como cuarto sencillo de su primer álbum de estudio, Lungs. La canción fue nominada al Mejor Vídeo Musical en los Q Awards en octubre de 2009.

## Grabación
Drumming Song cuenta con una colaboración instrumental de batería, órgano, piano, bajo,[ambiguo] violín, viola, violonchelo y arpa. James Ford, el productor de la canción, se encarga del bajo, la batería, el órgano y el piano. Ford coescribió la canción con Crispin Hunt y cuenta con los coros de Ladonna Hartley-Peters y Victoria Alkinlola.
La canción, según Welch, "trata de cuando existe esa electricidad entre tú y un chico, y es completamente tácita. Cuando lo tienes delante y no puedes respirar, no puedes pensar, no puedes hacer nada bien. Soy muy friki, si me gusta alguien, me vuelvo incapaz. Recuerdo que, con mi primer novio, pasé por delante de la ventana de un pub, vi que estaba allí y, literalmente, me tiré al suelo y me arrastré por el suelo porque ¡estaba tan asustada! Siento las cosas con mucha intensidad, y probablemente por eso la música es tan intensa. Si me gusta alguien, me gusta; si estoy triste, estoy triste. Escuchaba mucho hip hop y quería hacer algo que tuviera ese tipo de ritmo. Para mí es la música más avanzada que existe. Nadie avanza a ese ritmo. De nuevo, se trata de imágenes góticas, cuentos de hadas y relatos de Edgar Allan Poe. De niño leía mucho terror gótico".
Como parte de la promoción del single, la banda interpretó la canción en el programa de Jools Holland junto a su anterior single Rabbit Heart (Raise It Up). El single también se interpretó en numerosos festivales del Reino Unido durante 2009, como Glastonbury, Brighton, T in the Park, Bestival, Reading y Electric Picnic en Irlanda.
Se rodó un vídeo musical para la canción en el interior de Christ Church, en Spitalfields (Londres), con Florence Welch y bailarines.
La canción también apareció como banda sonora del videojuego 2010 FIFA World Cup, publicado por EA Sports.

## Recepción de la crítica
Drumming Song recibió comentarios positivos de la crítica. David Balls, de Digital Spy, concedió a la canción 4 estrellas de 5 posibles: "Una propuesta más oscura y melancólica que Rabbit Heart, en la que el tambor es una metáfora del amor, ya que Welch describe una relación amorosa apasionada y sin adulterar. Más fuerte que las sirenas, más fuerte que las campanas, más dulce que el cielo y más caliente que el infierno", gime con suficiente fuerza y pasión para justificar todos los elogios de la crítica".
NME nombró la canción en el puesto 48 de los mejores temas de 2009, afirmando: "En 'Drumming Song', [Welch] creó posiblemente una de las canciones de amor más intensamente apasionadas y físicamente doloridas que jamás hayamos escuchado".

## Posición en listas
| Listas (2009)                     | Posición más alta |
| --------------------------------- | ----------------- |
| Escocia (Official Charts Company) | 14                |
| Reino Unido (UK Singles Chart)    | 54                |